# Дом Абдул-Карима Апанаева
Дом Абдул-Карима Апанаева (официально: Дом № 8 на ул. Татарстан, в этом доме в 1913 г. работала первая татарская группа «Сайяр», которой руководил Габдулла Кариев) — историческое здание в Казани, в Старо-Татарской слободе, на улице Татарстан, дом 8. Построен в начале XX века. Объект культурного наследия регионального значения.

## История
Доходный дом в начале XX века построен по заказу казанского купца Абдул-Карима Апанаева. В 1910—1917 гг. в доме располагался «Восточный клуб», переехавший из усадьбы Сабитова на набережной Кабана. На втором этаже дома находился зрительный зал на 150 человек, комната для игры в лото и библиотека, на первом этаже — гардероб, касса и правление клуба. В 1913 году в доме основана первая татарская группа «Сайяр».

## Архитектура
В настоящее время на участке находятся два примыкающих друг к другу кирпичных дома с одним адресом: двухэтажный и трёхэтажный. Двухэтажное здание имеет двускатную крышу и фронтон, на узком уличном фасаде 4 окна на втором, парадном, этаже. Окна имеют криволинейные сандрики. Трёхэтажное здание имеет двускатную крышу, скат которой направлен к улице. Фасад характерен для позднего модерна. Он включает 6 оконных осей и имеет асимметричную композицию: декоративно выделен вход в левой части здания. Первый этаж, предназначенный для торговли, имеет чередующиеся окна: квадратные с профилированным обрамлением и прямоугольные, заключённые в выступы. Над большими окнами первого этажа устроена имитация перемычки из замковых камней. Окна верхних этажжей однотипные. В простенках между ними — каннелированные лопатки. Дом завершается лепным фризом, а над входом имеется кривольнейный аттик с люкарной.